# New Ireland Province
New Ireland Province ist eine der 21 Provinzen von Papua-Neuguinea und liegt im Bismarck-Archipel. Sie umfasst 149 Inseln, deren größte Neuirland ist (ehemals Neumecklenburg), die der Provinz ihren Namen gab.
Die New Ireland-Provinz (NIP) umfasst 9600 km² und zählte im Jahre 2011 rund 194.000 Einwohner (etwa 20 Einwohner pro km²). Ihre Hauptstadt ist Kavieng am nördlichen Kap der Hauptinsel Neuirland mit 12.000 Einwohnern. Neben Neuirland mit 8650 km² gibt es zwei etwas größere Inseln: Lavongai (ehemals Neuhannover) mit 1191 km² und dem Hauptort Umbukul, und die dünn besiedelte Mussau-Insel im Norden der Provinz, die zu den St.-Matthias-Inseln gehört. Zur New Ireland Province gehören ferner die kleinen Inselgruppen der Tabar-Inseln und die Lihir-Inseln auf der nordöstlich-pazifischen Seite sowie die Tingyon-Gruppe und die Insel Dyaul auf der südwestlichen Seite in der Bismarck-See. Auf der Vulkaninsel Niolam (Lihir) befindet sich eine Goldmine, die eines der größten Goldvorkommen der Welt besitzt.

## Distrikte und LLGs

Karte der Provinz New Ireland

Die Provinz New Ireland ist in zwei Distrikte unterteilt. Jeder Distrikt besteht aus einem oder mehreren „Gebieten auf lokaler Verwaltungsebene“, Local Level Government (LLG) Areas, die in Rural (ländliche) oder Urban (städtische) LLGs unterschieden werden.
| Distrikt           | Verwaltungszentrum | Bezeichnung der LLG-Gebiete |
| ------------------ | ------------------ | --------------------------- |
| Kavieng Distrikt   | Kavieng            | Kavieng Urban               |
| Kavieng Distrikt   | Kavieng            | Lavongai Rural              |
| Kavieng Distrikt   | Kavieng            | Murat Rural                 |
| Kavieng Distrikt   | Kavieng            | Tikana Rural                |
| Namatanai Distrikt | Namatanai          | Konoagil Rural              |
| Namatanai Distrikt | Namatanai          | Namatanai Rural             |
| Namatanai Distrikt | Namatanai          | Nimamar Rural               |
| Namatanai Distrikt | Namatanai          | Sentral Niu Ailan Rural     |
| Namatanai Distrikt | Namatanai          | Tanir Rural                 |